# Uts

Uts預測的電子排佈為[Og] 5g^{11} 6f^{4} 8s^{2} 8p），對應的殼層為：2, 8, 18, 32, 43, 22, 8, 4。

Untriseptium（化學符號為Uts）是一種尚未被發現的化學元素，原子序數是137。直到这个元素被发现、确认并确定了永久名称之前，Untriseptium和Uts分别为这个元素的暫定系统命名和化学符号。根據皮寇模型，其在扩展元素周期表中排列在第8週期，预测是屬於g區的超锕系元素。
有關Uts的研究多半是在討論週期表可能的終點，1948年時，理查德·費曼指出了現有理論在137號元素之後可能出現的悖論，也因此在部分非正式場合中會以費曼的名字稱這個元素為「Feynmanium」。
目前尚未有人成功合成Uts，也無法確定其原子核是否能夠存在，因為原子核滴线的不穩定性可能意味著周期表將在穩定島後不遠之處結束。根據現有理論，僅能確定其不會存在任何穩定的同位素。

## 命名
Untriseptium一詞來自於1979年IUPAC發表了對元素新命名的建議，該建議將元素以原子序數在十進位制的數字以拉丁文組合做為命名，其中字首「Un-」代表1，表示原子序的百位數、字根「tri-」代表3，表示原子序的十位數、字根「septi-」代表7，表示原子序的個位數、字尾「-ium」表示金屬元素。而費曼指出了原子序大於137的元素會出現的悖論，並認為137號元素可能是最後一個存在的元素，也因此在非正式場合中，該元素也被稱為「Feynmanium」，名稱來自於費曼的名字。
由於扩展元素周期表的排列方式並無統一，因此在皮寇模型提出以及軌域模型普及之前，週期表無考慮到軌域能階問題時，是直接照著排列下去的，而其中一種排法Uts正好是在的下方，也因此有些網站會將「eka-dubnium」也記載為Uts的別名，意為的下方的元素，而根據皮寇模型，下方應為159號元素（Unpentennium，Upe）。然而根據該模型預測Uts的電子排佈方式，其應屬於g區元素，而g區元素從第8周期開始，因此Uts在週期表中位置的上方是沒有元素的。

## 特徵
由於許多原子核理論的模型在原子序到137之後都會出現問題、矛盾或存在悖論，因此理論上，Uts可能為最後一個存在的元素。這些現象最早由理查德·費曼於1948年指出。

### 玻爾模型
理查德·費曼指出，根據玻爾模型，原子序大於137的元素，其內層軌域可能電子無法穩定存在，因爲在1s原子軌域中的電子的速度v計算如下：
{\displaystyle v=Z\alpha c\approx {\frac {Zc}{137.036}}}
當中Z是原子序，α是描述電磁力強度的精細結構常數。在這個計算中，任何原子序高於137的元素的1s軌域電子速度計算結果會比光速c還大，因此任何不建基於相對論的理論（如波爾模型）不足以處理這種計算。
而若將其結果轉換成動量：
{\displaystyle p={\frac {mv}{\sqrt {1-v^{2}/c^{2}}}}}
對於任意高的p，我們可以找到滿足該等式的v < c。且電子的速度與原子核存在與否無關，因此此計算矛盾並不意味著Uts會是元素週期表上的最後一個元素。

### 相對論狄拉克方程
相對論的狄拉克方程可以計算出原子的基態能量：
{\displaystyle E={\frac {mc^{2}}{\sqrt {1+{\frac {Z^{2}\alpha ^{2}}{n-(j+1/2)+{\sqrt {(j+1/2)^{2}-Z^{2}\alpha ^{2}}}}}}}},}
其中，m為電子靜止質量、c為光速、z為質子數、α為精細結構常數。
以m0表示電子的靜質量，則其基態能量為：
{\displaystyle E=m_{0}c^{2}{\sqrt {1-Z^{2}\alpha ^{2}}}\approx m_{0}c^{2}{\sqrt {1-({Z \over 137.036})^{2}}}}
當質子數為138或更大時，根號中將會出現負值，導致其值不是實數，因而導致狄拉克基態的波函數是震蕩的，並且正能譜與負能譜之間沒有間隙，正如克萊因悖論所言。

## 註解
1. ↑  原子序超出現有理論可能的上限：Z = 155[1] (Albert Khazan)、Z = 173[2]